# Volkswagen SP2

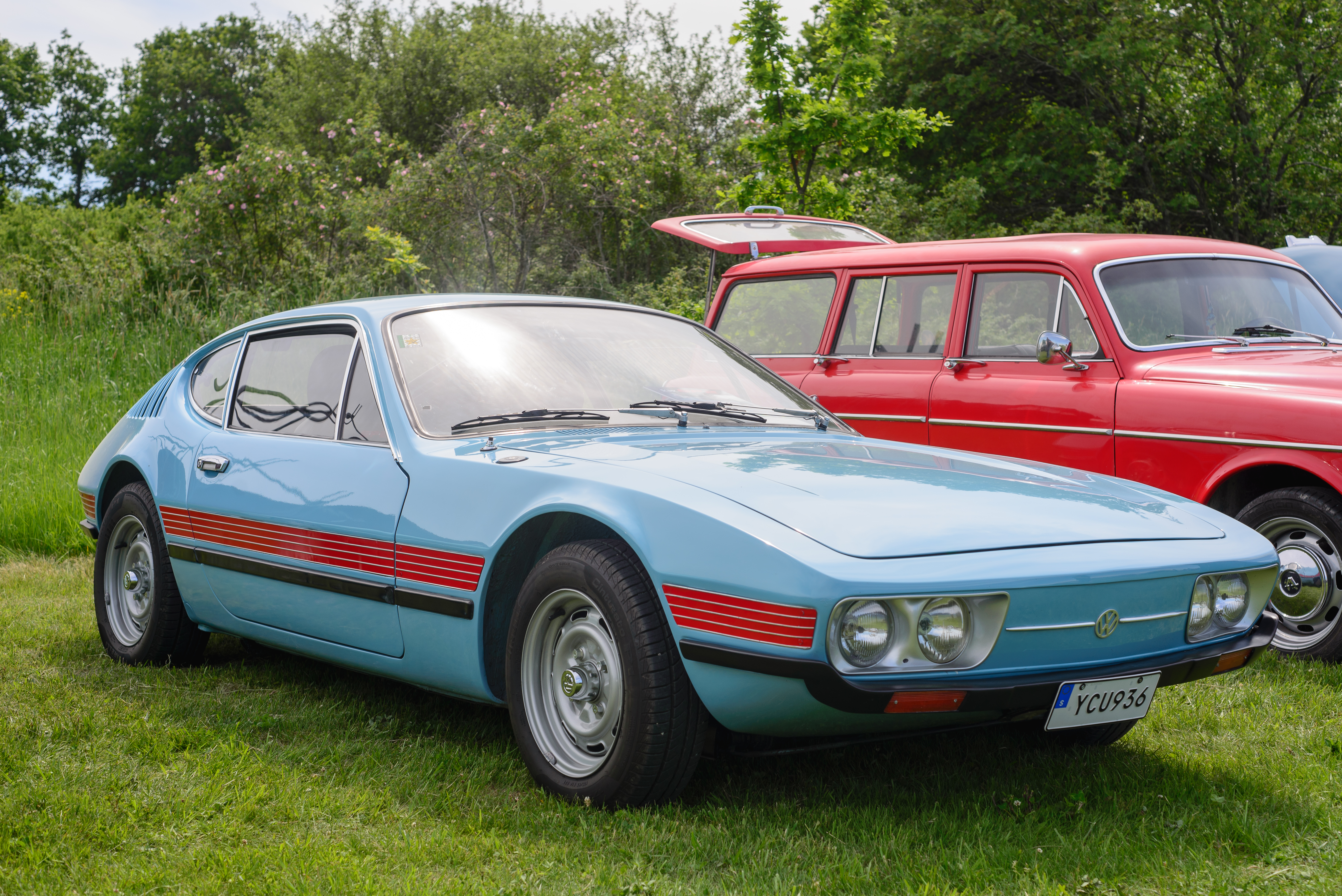
Volkswagen Sp2.

Volkswagen SP-1 och SP-2 (typnummer 149) är en sportbil som tillverkades i Brasilien, på Karmann Ghia do Brasils fabrik utanför São Paulo från juni 1972 till februari 1976. Bilen var baserad på Volkswagen Ghia, typ 14:s bottenplatta. Total produktion var endast 10 205 exemplar. 681 av dem exporterades från Brasilien. Det tillverkades endast två modeller: SP-1 med en motor på 1600 cm³ och 64 hk, och SP-2 med en motor på 1700 cm³ och 75 hk samt en speciell kamaxel och större ventiler. Båda hade "muldenkolben", kolvar med försänkningar för att matcha det lågoktaniga bränslet som fanns i Brasilien på den tiden. SP-2 hade växelströmsgenerator, SP-1 hade likströmsgenerator.